# Municipio de Bashaw
El municipio de Bashaw (en inglés: Bashaw Township) es un municipio ubicado en el condado de Brown en el estado estadounidense de Minnesota. En el año 2010 tenía una población de 243 habitantes y una densidad poblacional de 2,63 personas por km².

## Geografía
El municipio de Bashaw se encuentra ubicado en las coordenadas 44°9′10″N 94°54′52″O / 44.15278, -94.91444. Según la Oficina del Censo de los Estados Unidos, el municipio tiene una superficie total de 92.48 km², de la cual 92,47 km² corresponden a tierra firme y (0,01 %) 0,01 km² es agua.

## Demografía
Según el censo de 2010, había 243 personas residiendo en el municipio de Bashaw. La densidad de población era de 2,63 hab./km². De los 243 habitantes, el municipio de Bashaw estaba compuesto por el 93 % blancos, el 1,65 % eran afroamericanos, el 3,29 % eran asiáticos y el 2,06 % eran de una mezcla de razas. Del total de la población el 0,82 % eran hispanos o latinos de cualquier raza.